# Cameron McKenzie-McHarg
Cameron "Maxi" McKenzie-McHarg (født 17. april 1980 i Leongatha) er en australsk tidligere roer.
McKenzie-McHarg begyndte sin internationale karriere i otteren, men roede også firer uden styrmand, og han kom et par gange i A-finaler ved VM fra 2003. I OL-året 2008 roede han firer uden styrmand sammen med James Marburg, Matt Ryan og Francis Hegerty, og denne besætning deltog også i OL 2008 i Beijing. Australierne vandt deres indledende heat og blev nummer to i semifinalen, slået af den britiske båd. I finalen gentog dette sig: Briterne vandt guld med et pænt forspring, mens australierne på andenpladsen ligeledes var et pænt stykke foran Frankrig på tredjepladsen.
Ved VM i 2010 vandt han med den australske firer uden styrmand igen sølv, igen efter Storbritannien, og ved VM i 2011 roede han otter, hvor australierne blev nummer fire, mens de ved OL 2012 i London opnåede en sjetteplads. McKenzie-McHarg indstillede sin internationale karriere er OL 2012.

## OL-medaljer
- 2008:  Sølv i firer uden styrmand